# Uwe Schimank
Uwe Schimank (* 5. August 1955 in Bielefeld) ist ein deutscher Soziologe, der die Luhmannsche Systemtheorie um die Akteursperspektive erweiterte.
Schimank habilitierte sich 1994 an der Universität Bielefeld und übernahm 1994 und 1995/1996 Vertretungsprofessuren an der Universität Mannheim bzw. an der Heinrich-Heine-Universität Düsseldorf. Von 1996 bis 2009 war er Professor für Soziologie an der Fernuniversität Hagen. Zuvor war er seit 1985 am Max-Planck-Institut für Gesellschaftsforschung (Köln) tätig. Er ist seit Oktober 2009 Professor für Soziologische Theorie an der Universität Bremen. 2014 wurde er in die Berlin-Brandenburgische Akademie der Wissenschaften gewählt. Er ist emeritiert.
Seine Forschungsschwerpunkte sind: moderne soziologische Gesellschaftstheorien, insbesondere die Verknüpfung system- und akteurtheoretischer Herangehensweisen; Theorien gesellschaftlicher Differenzierung; soziologische Gegenwartsdiagnosen; spezielle Soziologien: Wissenschaftssoziologie, Sportsoziologie, Soziologie der Massenmedien. 